# Wiktoryn Tadeusz Karniewski
Wiktoryn Tadeusz Karniewski herbu Dąbrowa (zm. 1781) – regent ziemski, pisarz grodzki i ziemski różański i makowski.

## Życiorys
Poseł województwa mazowieckiego na sejm konwokacyjny 1764 roku. Konsyliarz konfederacji Czartoryskich w 1764 roku.  Elektor Stanisława Augusta Poniatowskiego z ziemi różańskiej w 1764 roku. Poseł na sejm 1768 roku z ziemi różańskiej. Członek konfederacji Adama Ponińskiego w 1773 roku, na Sejmie Rozbiorowym 1773-1775 jako poseł ziemi różańskiej wszedł w skład delegacji wyłonionej pod naciskiem dyplomatów trzech państw rozbiorczych, mającej przeprowadzić rozbiór. W grudniu 1770 roku otrzymał z kasy ambasady rosyjskiej 200 dukatów jako rekompensatę za spalenie jego wsi przez konfederatów barskich i za sprawowanie sądów po myśli Rosjan. 18 września 1773 roku podpisał traktaty cesji przez Rzeczpospolitą Obojga Narodów ziem zagarniętych przez Rosję, Prusy i Austrię w I rozbiorze Polski.